# Hyposidra picaria
Hyposidra picaria är en fjärilsart som beskrevs av Walker 1866. Hyposidra picaria ingår i släktet Hyposidra och familjen mätare. Inga underarter finns listade i Catalogue of Life.

## Bildgalleri

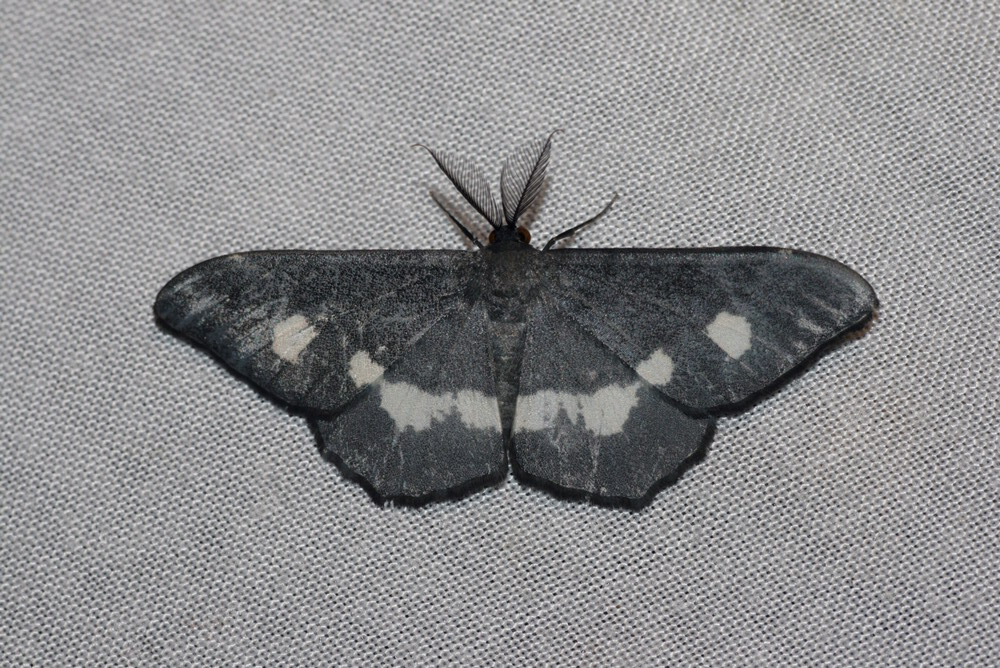